# Конрад фон Госслер
Конрад фон Госслер (нім. Konrad von Goßler; 8 листопада 1881, маєток Ціхтау, Гарделеген — 9 вересня 1939, Берлін) — німецький воєначальник, генерал кавалерії вермахту.

## Біографія
Представник давнього прусського роду. В 1901 році вступив у 1-й Бранденбурзький драгунський полк № 2. Восени 1908 року переведений в кінно-єгерський полк № 5. Учасник Першої світової війни, в основному займав штабні посади.
Після демобілізації армії залишений в рейхсвері. Навесні 1920 року, під час скорочення армії до 200 000 осіб, служив в штабі 1-ї кавалерійської дивізії (Франкфурт-на-Одері). Після подальшого скорочення (до 100 000 осіб) переведений в штаб 3-ї кавалерійської дивізії (Веймар). З 1 листопада 1922 року — командир ескадрону 14-го кавалерійського полку, з 1 квітня 1923 року — 1-го ескадрону в Людвігслюсті. 1 жовтня 1924 року переведений в штаб 5-ї дивізії (Штутгарт). З 1 жовтня 1929 року — начальник штабу 2-ї кавалерійської дивізії (Бреслау). З 1 квітня 1931 року — командир 7-го (Прусського) кінного полку. 1 жовтня 1932 року був переведений у військове міністерство, пізніше очолив відділ сухопутних військ (T1). З 1 лютого 1934 року — керівник піхоти, з 1 лютого 1935 року — артилерії 6-го військового округу. З 15 жовтня 1935 року — командир 19-ї піхотної дивізії. 1 березня 1938 року був переведений в ОКГ і очолив інспекцію кавалерії 3-го військового округу. В листопаді 1938 року переданий в розпорядження головнокомандувача сухопутних військ. 31 березня 1939 року звільнений у відставку.

## Звання
- Фанен-юнкер (1901)
- Лейтенант (18 серпня 1902)
- Оберлейтенант (18 серпня 1910)
- Ротмістр (8 жовтня 1914)
- Майор (1 квітня 1923)
- Оберстлейтенант (1 лютого 1929)
- Оберст (1 жовтня 1931)
- Генерал-майор (1 квітня 1934)
- Генерал-лейтенант (1 січня 1936)
- Генерал кавалерії (1 лютого 1938)

## Нагороди
- Залізний хрест 2-го і 1-го класу
- Військовий Хрест Фрідріха-Августа (Ольденбург) 2-го і 1-го класу
- Орден Альберта (Саксонія), командорський хрест 2-го класу з мечами
- Орден Фрідріха (Вюртемберг), командорський хрест 2-го класу з мечами
- Орден Церінгенського лева, лицарський хрест 2-го класу з мечами
- Орден Вендської корони, лицарський хрест
- Хрест «За військові заслуги» (Австро-Угорщина) 3-го класу з військовою відзнакою
- Королівський орден дому Гогенцоллернів, лицарський хрест з мечами
- Хрест «За вислугу років» (Пруссія)
- Почесний хрест ветерана війни з мечами (1934)
- Медаль «За вислугу років у Вермахті» 4-го, 3-го, 2-го і 1-го класу (25 років)
- Орден «За військові заслуги» (Болгарія), офіцерський хрест